# Émile Levassor
Émile Constant Levassor (1843-1897) fue un ingeniero mecánico francés.
Émile Levassor fue pionero de la industria del automóvil y las competiciones automovilísticas  en Francia.

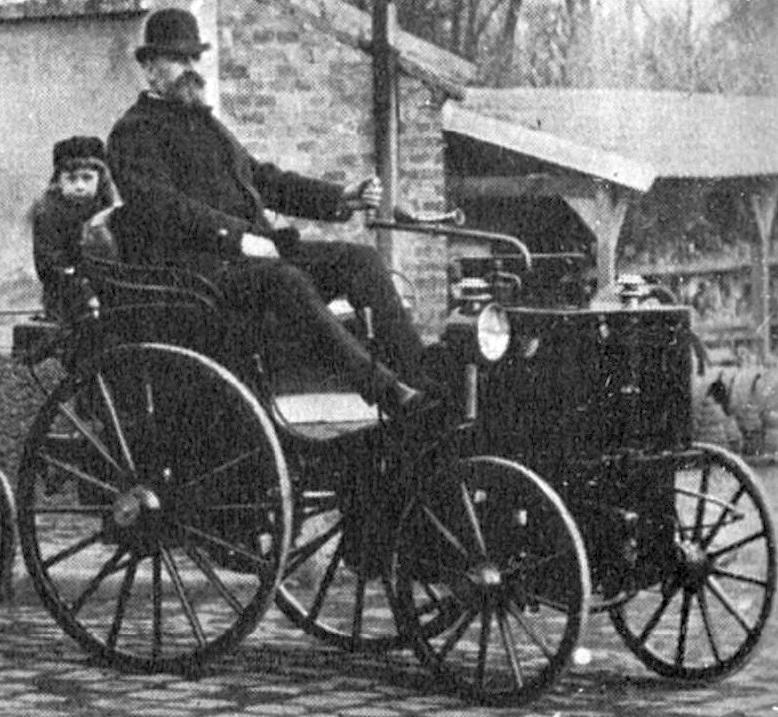
Émile Levassor al volante de un vehículo P&L en 1892.

## Biografía
Émile Constant Levassor nació en Marolles-en-Hurepoix en el  Essonne en Francia. Fue hijo de Etienne Constant Levassor que era agricultor, y Justine Marcou. Estudió ingeniería y se graduó en la École centrale Paris en 1872 comenzando a trabajar en  Cockerill, una empresa de construcción de máquinas para madera y motores de gas belga en la cual conoció a René Panhard. 
Se unió a René Panhard para fabricar automóviles s bajo la marca  Panhard & Levassor. La marca registrada del fabricante era un monograma que asociaba las letras P y L, iniciales de los apellidos de los dos fundadores. Mientras que después de la guerra, los camiones, automóviles y otros vehículos producidos por la compañía solo llevaban el nombre de Panhard, este monograma "PL" permaneció en uso hasta el final de la producción de automóviles de civiles en 1967, manteniendo así el recuerdo de Émile Levassor.
En 1886 el industrial belga Edouard Sarazin obtuvo licencia de Gottlieb Daimler para la construcción de sus motores en Francia para lo cual se puso en contacto con Levassor. En 1887 Edouard Sarazin muere y Levassor se casa con su viuda Louise Cayrol en 1890 y comienza  a construir automóviles. Al año siguiente se reúne con  Peugeot y Daimler en la fábrica Valentigny de Peugeot para compartir sus conocimientos. Esa reunión  que llevó a Levassor y Peugeot a cooperar en la experimentación con los motores Daimler y Benz. Émile Levassor prestaba más atención al diseño y el funcionamiento de nuevo artilugio que  Benz, Daimler o Peugeot los cuales estaban más centrados en el motor.
En 1891 la salió en Panhard que llevaba  un motor construido bajo licencia Daimler, e introducía una serie de innovaciones que lo convirtieron en el primer automóvil moderno. Levassor, modificó el diseño poniendo el motor en la parte delantera del chasis y refrigerándolo con un circuito de agua y un radiador, en lugar de mantener, como era hasta entonces habitual, la refrigeración por aire que era claramente insuficiente. Otro cambio relevante fue la introducción del cigüeñal que unía el motor directamente a la transmisión mediante un engranaje, evitando la transmisión por correa estilo bicicleta de los autos anteriores, instaló el embrague por pedal y caja de cambios con su palanca ubicada entre los asientos delanteros. Creando de esta forma  la primera transmisión moderna. El vehículo resultante recibió el nombre de Panhard.
Émile Levassor participó como piloto en carreras automovilísticas. Fue quinto (otras fuentes señalan que fue séptimo)  en la carrera Paris-Rouen en 1894, y primero (pero no ganando al ser descalificado a no correr en un automóvil de cuatro plazas como lo exigía la normativa) la carrera París-Burdeos-París el año siguiente, ambas carreras las corrió en sus propios coches.
En 1889, fue nombrado caballero de la  Legión de Honor.
El 27 de septiembre de 1896, cuando participaba en la carrera París-Marsella-París, resultó gravemente  herido en un accidente en Lapalud en Haut Vaucluse al intentar evitar golpear a un perro. Nunca se recuperó de la lesión y murió en París el 14 de abril de 1897.  Sus funerales se celebraron el 17 de abril de 1897 en la iglesia Notre-Dame-de-la-Gare de París  y fue enterrado en el cementerio Saint-Chéron de Chartres.

## Homenajes a Émile Levassor
El 26 de noviembre de 1907, se descubrió un monumento de piedra en la entrada del Bois de Boulogne en honor a Émile Levassor y los pioneros de la industria y el automovilismo. El escultor  Jules Dalou representó a Levassor al volante del automóvil en el que había ganado la carrera París-Burdeos-París. Este monumento, financiado por un público suscripción, fue donado a la ciudad de París. Dalou había modelado el boceto para el monumento, pero murió antes de su finalización, que fue ejecutado de acuerdo con los planes del artista por  Camille Lefèvre. Debido a los trabajos de construcción de  Boulevard Périphérique, el monumento fue trasladado en 1972 a su ubicación actual en plaza Alexandre-et-René-Parodi,  boulevard de l'Amiral-Bruix en el 16º arrondissement de París.
En 1932, la ciudad de París abrió la rue Émile-Levassor en su memoria.
En Lapalud (Haut Vaucluse), donde tuvo lugar el accidente de Levassor y Hostingue, su mecánico, durante la carrera París-Marsella-París, se erige una estela en la entrada sur del pueblo que bordea la RN7 en el lugar incluso del accidente.